# Liu Xuan
Liu Xuan (n. 12 martie 1979, Changsha, Republica Populară Chineză) este o actriță ce a reprezentat Republica Populară Chineză, medaliată olimpică. A participat la 2 ediții ale Jocurilor Olimpice (1996, 2000) în care a câștigat o medalie de aur și o medalie de bronz.